# Cappella della basilica di San Fedele in Como
La cappella musicale della basilica di S. Fedele può vantare una storia che risale al cinquecento, periodo in cui i musicisti si alternavano nella loro attività tra il duomo e San Fedele di Como, come ad esempio Livio e Diodoro Campaccio.

## Storia
La cappella musicale del duomo veniva fondata nel 1634 grazie a Francesco Gallio, utilizzando il lascito dello zio di suo padre, il cardinale Tolomeo Gallio; alcuni maestri di cappella servirono contemporaneamente anche nella collegiata di San Fedele, quali Francesco Rusca e  Pasquale Ricci. A partire dal 1600 ebbe un organista al suo servizio, come Giovanni Clerici, che pubblicò tre opere di cui una sola, l'op. 3 esiste in un unico esemplare nell'archivio del duomo di Como;  seguì  nel 1650 don Carlo Donato Cossoni, notevole musicista e compositore, organista a Bologna in San Petronio e poi maestro di cappella nel duomo di Milano.
In un ininterrotto succedersi di musicisti, nel 1800, si cominciò ad avere il maestro di cappella; da ricordare Costante Adolfo Bossi, fratello di Marco Enrico, insegnante di organo nel conservatorio di Milano, che lasciò San Fedele per il duomo di Milano, e Arrigo Cappelletti organista direttore e compositore di notevole qualità (batté Marco Enrico Bossi in un concorso di composizione in Francia).
La cappella venne rifondata nel 1966 da don Aldo Pini; organista divenne il maestro Aldo Ghedin. Maestro di cappella divenne nel 1971 Oscar Tajetti che tenne il posto sino al 2012. Nell'anno 2012 gli successe Marco Monti in carica sino al 2017. 
Attualmente la direzione del coro è affidata a Marinella Boggia. L'organista titolare della Basilica dal 1998 è il dott. Raffaele Bellotti.
L'Associazione italiana organisti di chiesa ha consegnato a Roma, presso il convento dei Frati minori conventuali, il 17 luglio 2007 a Oscar Tajetti il  premio alla carriera di musicista di chiesa   e a Raffaele Bellotti il premio alla carriera di organista di chiesa  nonché il premio alla memoria del Maestro Aldo Ghedin, noto concertista che fu organista titolare della basilica e insegnante del dott. Bellotti.